# Општина Доба (Сату Маре)
Доба (рум. Doba) општина је у Румунији у округу Сату Маре.
Oпштина се налази на надморској висини од 113 m.